# Canal de Buzay
Le canal de la Buzay est un cours d'eau artificiel réalisé sur les communes de Rouans et du Pellerin, dans le département français de la Loire-Atlantique.

## Situation géographique
Le canal de Buzay tient son nom de Buzay, lieu-dit de Rouans qu'il traverse. Il est une dérivation de l'Acheneau (exutoire du lac de Grand-Lieu dans la Loire), dont il constitue la dernière section, longue de 4 km, entre le lieu-dit Messan et l'estuaire de la Loire dans lequel il se jette sur la rive gauche. Il traverse sur une courte section le canal de la Martinière au Pellerin. Avant la construction du canal de Buzay, l'actuel « étier de Vue » formait son cours naturel sur les deux communes de Vue (source) et Rouans (confluence),.

## Historique
Le canal de Buzay est creusé entre 1720 et 1775 à l'initiative des Binet de Jasson, seigneurs locaux, afin de faciliter le transport de marchandises entre le pays de Retz et le port de Nantes. Comme il traverse le domaine de l'abbaye de Buzay, l'abbé commendataire François Lefebvre de Caumartin donne son accord pour la création de la Société du Canal de Buzay (ordonnance royale du 14 février 1713).

## Gestion hydraulique
Un réseau de vannes de décharge et d'écluses souvent automatisé permet de maîtriser l'irrigation du marais en toute saison. Le vannage de la Percée Buzay est le dernier ouvrage de régulation hydraulique sur le cours du canal de Buzay, édifié en 1960 à 600 mètres en amont de sa confluence avec la Loire et rénové en 2014. Il assume les échanges d'eau en fonction des saisons et des niveaux d'eau entre Loire, canal de Buzay et canal de la Martinière. Avec les autres ouvrages du canal de la Martinière, entre Frossay et Le Pellerin, il participe à la régulation des niveaux d'eau et à la gestion des débits d'eau entre la Loire et le bassin versant amont comprenant les rivières Acheneau et Tenu (44 600 ha) et le lac de Grand-Lieu (85 000 ha). L'été, il contribue à la réalimentation en eau de la Loire jusqu'aux marais de la Baie de Bourgneuf (14 800 ha, dont 10 500 ha sur le Marais Breton). Le fonctionnement du vannage de la Percée Buzay est lié, en grande partie, aux manœuvres du vannage de Vieux Buzay, situé 1000 mètres en amont.

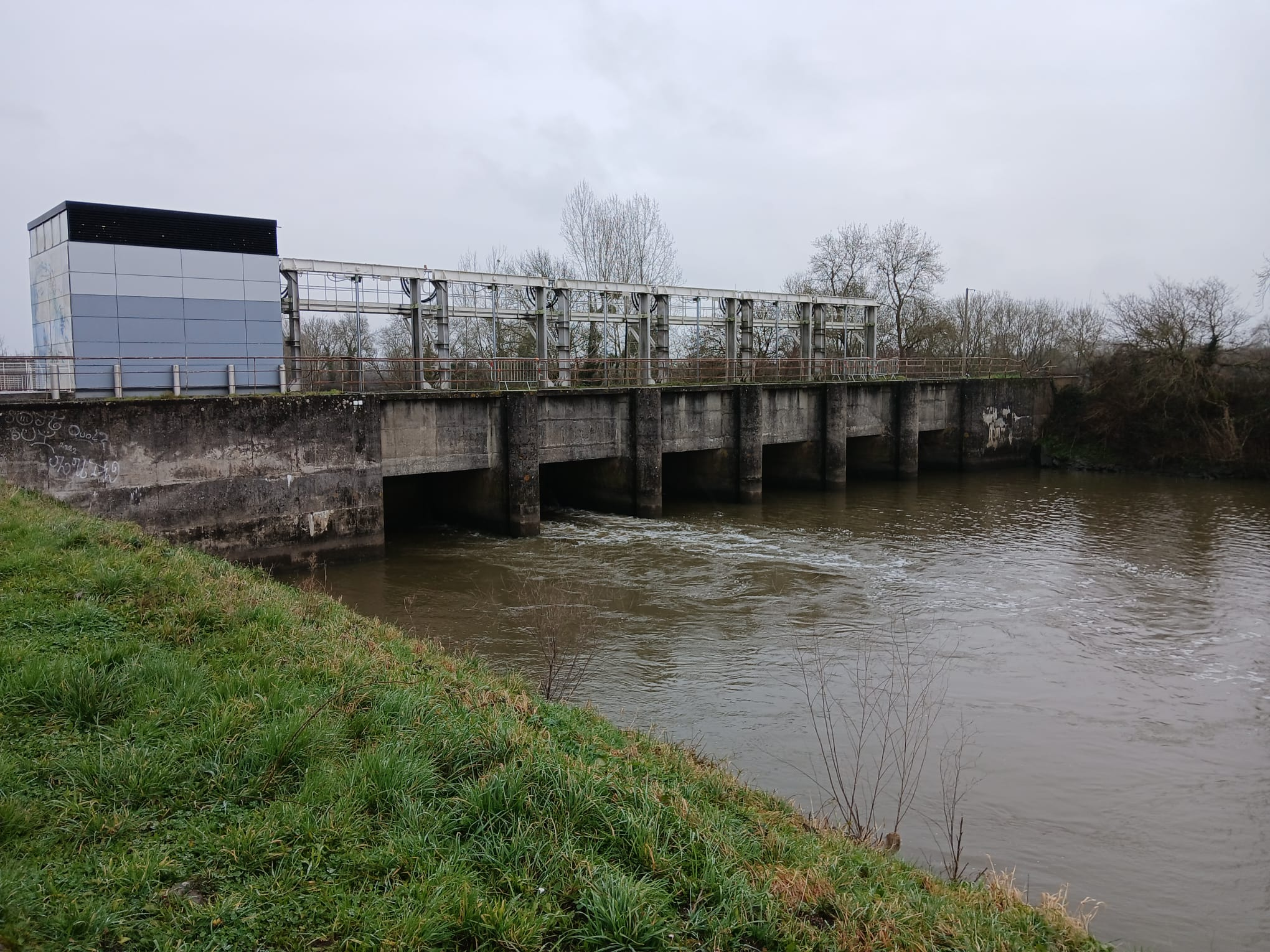
Vannage de la Percée Buzay, sur la dernière section du canal de Buzay, commune du Pellerin.

La rénovation de 2014 répond à une volonté du Syndicat d'Aménagement Hydraulique du Sud Loire de rendre l'ouvrage performant aussi bien pour la gestion hydraulique que pour la continuité écologique.
- Gestion hydraulique :
  - évacuation d'une quantité importante d'eau du bassin versant en période de forte pluviométrie ;
  - gestion plus fine, en fonction des saisons, grâce à un vannage modulable (ouverture d'un ou plusieurs vannes, réglage de chaque ouverture, écoulement des vantelles). Ce nouvel ouvrage est équipé d'une vantelle hydraulique et d'un clapet qui permet une régulation sans manœuvre[4].

- Continuité écologique :
  - franchissement de l'ouvrage par les poissons et les sédiments grâce aux vantelles (incisions dans les portes de l'ouvrage) disposées de manière verticale de façon à intégrer les variations de niveaux d'eau de la Loire[4].

Le vannage de la Percée Buzay est manœuvrée régulièrement soit pour l'exondation (évacuation d'eau), soit pour la réalimentation (prise d'eau). Cette gestion hydraulique est programmée et gérée automatiquement on jonction de trois périodes :
- de novembre à mai : exondation des eaux du bassin versant. Les vannes s'ouvrent à marée descendante pour se refermer à la basse mer ;
- de juin à septembre : réalimentation en eau de la Loire (le taux de sel et le niveau d'eau du canal sont les critères de fermeture des vannes) ;
- période intermédiaire : les manœuvres sont programmées de la météorologie[4].

## Protection environnementale
Le canal de Buzay est constitutif du site Natura 2000 « Estuaire de la Loire ».

## Galerie

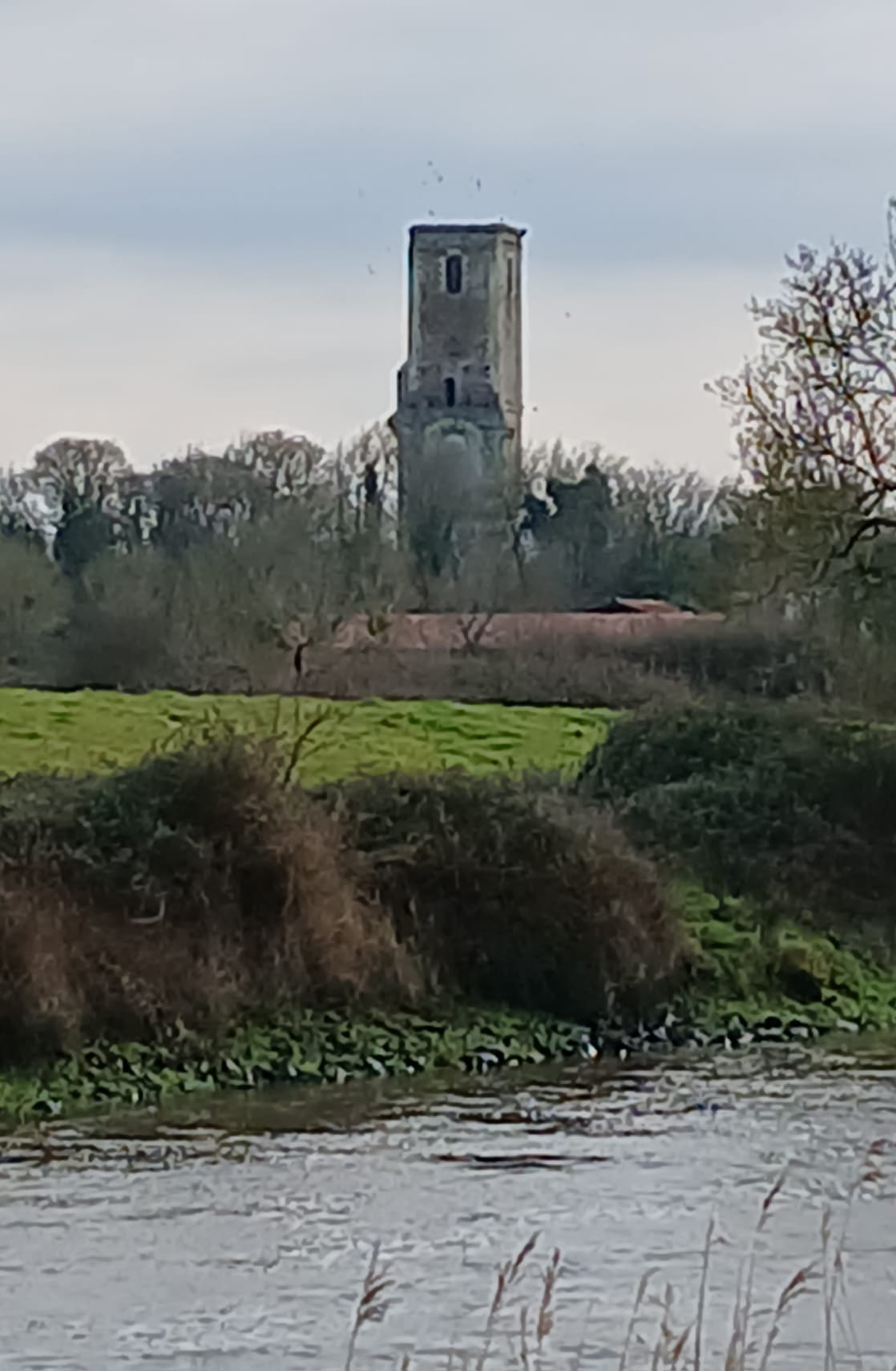
Le canal de Buzay au pied de la tour de l'ancienne abbaye.
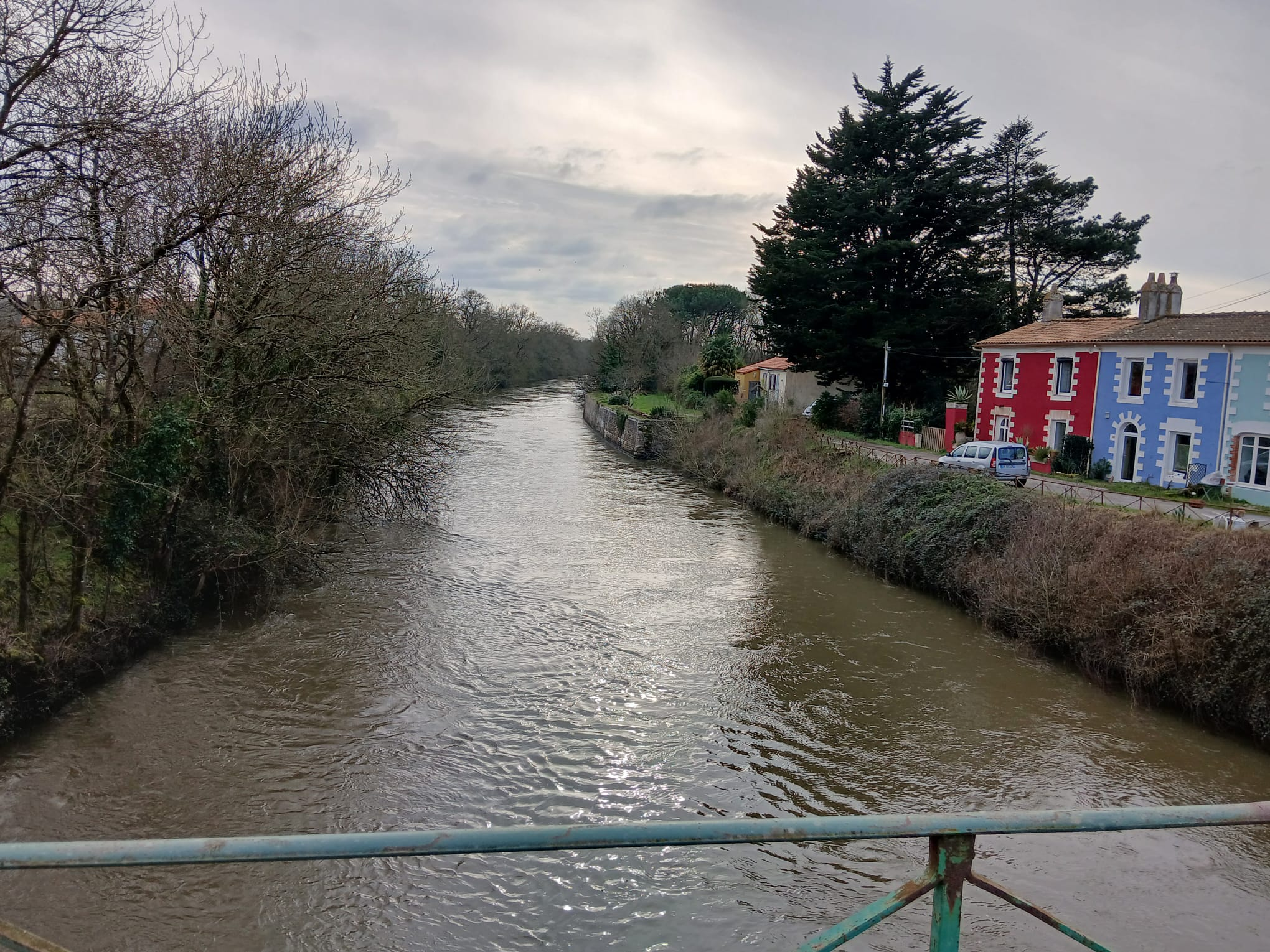
Canal de Buzay, vue amont.
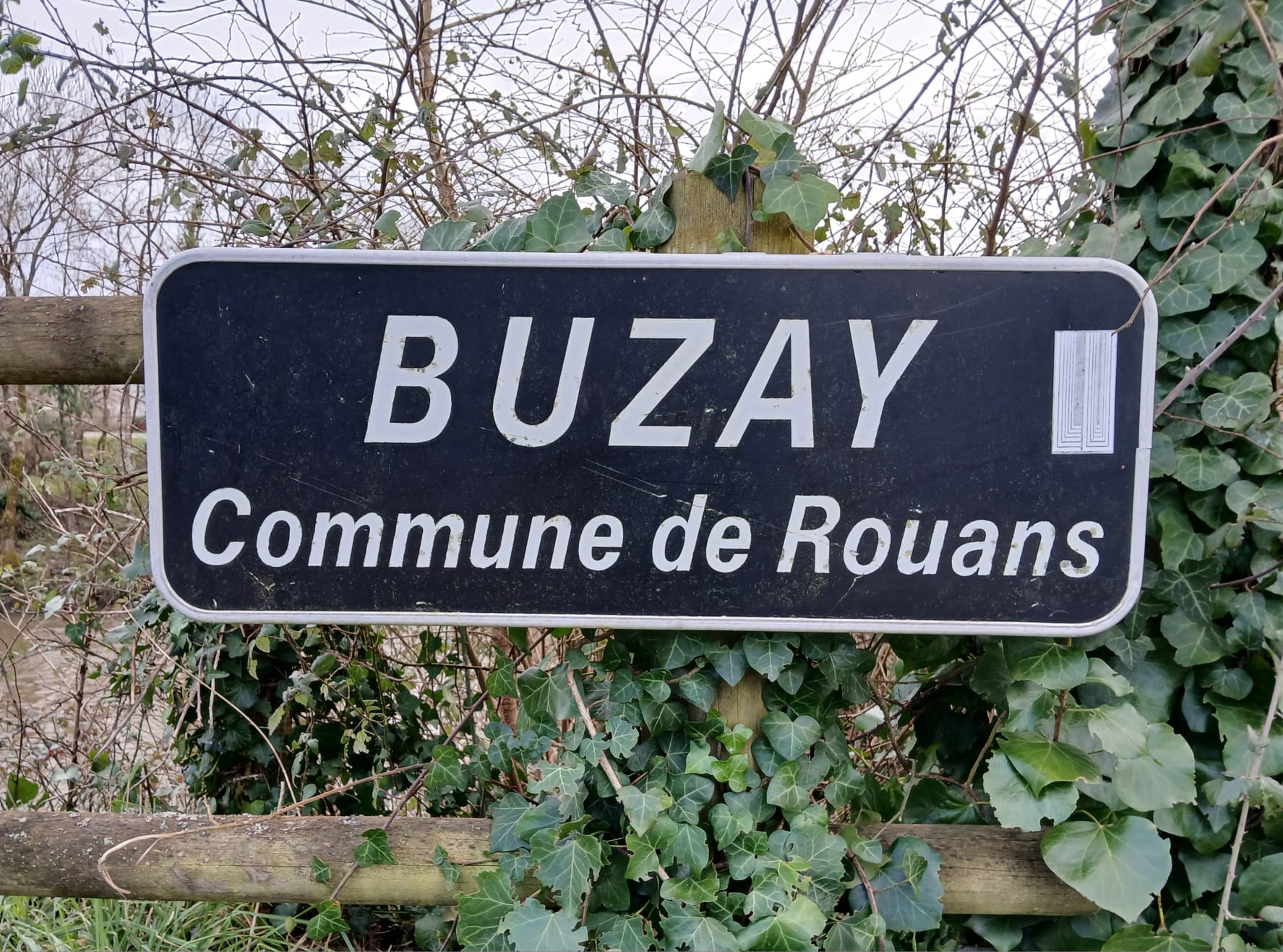
Panneau du lieu-dit Buzay.